# Östersjön (Hörnefors socken, Ångermanland)
Östersjön är en sjö i Umeå kommun i Ångermanland och ingår i Hörnån-Öreälvens kustområde. Sjön är 3,5 meter djup, har en yta på 1,28 kvadratkilometer och befinner sig 20 meter över havet. Sjön avvattnas av vattendraget Ängerån. Vid provfiske har abborre, gers, gädda och mört fångats i sjön.
Väster om sjön ligger byn Ängersjö.

## Delavrinningsområde
Östersjön ingår i det delavrinningsområde (706716-169732) som SMHI kallar för Utloppet av Östersjön. Medelhöjden är 61 meter över havet och ytan är 27,94 kvadratkilometer. Räknas de 5 avrinningsområdena uppströms in blir den ackumulerade arean 68,04 kvadratkilometer. Avrinningsområdets utflöde Ängerån mynnar i havet. Avrinningsområdet består mestadels av skog (81 procent). Avrinningsområdet har 1,4 kvadratkilometer vattenytor vilket ger det en sjöprocent på 5 procent.